# Rafael Mejía
Rafael Mejía Arredondo (Ciudad de México, México 4 de septiembre de 1978). Es un jugador de fútbol mexicano su posición es Centrocampista.

## Trayectoria
Se formó en las fuerzas inferiores del Club Necaxa equipo con el que debuta en el máximo circuito mexicano en el Verano 2002 el 22 de marzo de 2002 en el Estadio Azteca con victoria a favor de su club frente al Veracruz 3-0 ingresando al minuto 73 en sustitución de Fabián Peña fue subcampeón de liga.

### Clubes
| Club                | País                | Año         | Partidos |
| ------------------- | ------------------- | ----------- | -------- |
| C. Necaxa           | México              | 2002 - 2003 | 6        |
| Correcaminos U.A.T. | México              | 2003 - 2004 | 1        |
| C. Necaxa           | México              | 2004        | 0        |
| Pachuca Juniors     | México              | 2005        | 3        |
| Total en su carrera | Total en su carrera | 2002 - 2005 | 10       |

## Estadísticas

### Clubes
La siguiente tabla detalla los encuentros disputados y los goles marcados en los clubes en los que ha militado.
| I.D. Necaxa · México                                      | 1.ª                 |                     |   |   |   |   |   |   |    |   |
| I.D. Necaxa · México                                      | 1.ª                 | 2002                | 2 | 0 | - | - | - | - | 2  | 0 |
| I.D. Necaxa · México                                      | 1.ª                 | 2002-03             | 0 | 0 | - | - | 4 | 0 | 4  | 0 |
| I.D. Necaxa · México                                      | 1.ª                 | 2004                | 0 | 0 | - | - | - | - | 0  | 0 |
| I.D. Necaxa · México                                      | 1.ª                 | Total               | 2 | 0 | - | - | 4 | 0 | 6  | 0 |
| Correcaminos U.A.T. · México                              | 2.ª                 | 2003                | 1 | 0 | - | - | - | - | 1  | 0 |
| Correcaminos U.A.T. · México                              | 2.ª                 | Total               | 1 | 0 | - | - | - | - | 1  | 0 |
| Pachuca Juniors · México                                  | 2.ª                 | 2005                | 3 | 0 | - | - | - | - | 3  | 0 |
| Pachuca Juniors · México                                  | 2.ª                 | Total               | 3 | 0 | - | - | - | - | 3  | 0 |
| Total en su carrera                                       | Total en su carrera | Total en su carrera | 6 | 0 | - | - | 4 | 0 | 10 | 0 |
| (1)Incluye datos de la Concacaf Liga de Campeones (2003). |                     |                     |   |   |   |   |   |   |    |   |

## Palmarés
Otros logros
- Subcampeón con Necaxa del Verano 2002

## Relacionados
- Héctor Herrera
- Marco Antonio Peralta
- Israel Velázquez
- Miguel Acosta
- Edgar Solano
- Víctor Ruiz